# غوين كيلي
غوين كيلي (بالإنجليزية: Gwen Kelly)‏ هي كاتِبة أسترالية، ولدت في 28 يوليو 1922 في سيدني في أستراليا، وتوفيت في 19 أغسطس 2012.